# Watertoren (Heerenveen)
De watertoren van Heerenveen is een verdwenen watertoren in de plaats Heerenveen in de Nederlandse provincie Friesland.

## Geschiedenis
De watertoren werd gebouwd in 1915 voor 20.000 gulden. De watertoren met een hoogte van 42 meter en een waterreservoir van 150 m3 was vrijwel identiek aan de watertoren van Barendrecht uit 1912. Beide torens zijn namelijk ontworpen door architect Roelof Kuipers. Ook de watertoren van Nieuwegein van 1911 heeft hij ontworpen.
Ongeveer tien jaar na de bouw van de toren was er behoefte aan een tweede toren in het gebied van Heerenveen. Daarom werd de watertoren van Joure gebouwd. In 1935 vond er een reparatie plaats wegens het roesten van het betonijzer.
De toren en de bijgebouwen waren uitgevoerd in grijs-bruine baksteen en beton. Voor de ingang bevond zich een bordes met aan weerszijden een trap. Het dak op de toren had acht zijden. In 1974 werd de toren voor 250.000 gulden verkocht aan de gemeente Heerenveen. Na een jarenlange afweging tussen restauratie of sloop werd in 1982 uit kostenoverwegingen tot sloop overgegaan. De toren stond ongeveer 30 meter ten westen van de stins Oenemastate. Op de plaats staat sindsdien het woon- en winkelcomplex De Wettertoer, dat is Fries voor De Watertoren.
Akkrum · 
Bolsward ·
Dokkum ·
Drachten ·
Franeker ·
Harlingen ·
Heerenveen ·
Hoorn Terschelling ·
Joure ·
Leeuwarden 
(Groningerstraatweg · Schrans) ·
Lippenhuizen ·
Schiermonnikoog ·
Sint Jacobiparochie ·
Sneek